# Daïra de Sidi-Aïch
La daïra de Sidi-Aïch est une circonscription administrative algérienne située dans la wilaya de Béjaïa et la région de Petite Kabylie. Son chef-lieu est situé sur la commune éponyme de Sidi-Aïch.
La daïra regroupe les cinq communes de Sidi-Aïch, Leflaye, Tinabdher, Tifra et Sidi Ayad.

## Géographie

### Localisation
|         | Adekar             | El Kseur |
| Chemini | daïra de Sidi-Aïch | Timezrit |
|         | Seddouk            | Timezrit |